# Комплекс Наполеона
«Комплекс Наполеона» — це термін, що описує психологічний стан, який зустрічається в людей низького зросту. Він характеризується надмірно агресивною або владною соціальною поведінкою, і несе в собі підтекст, що така поведінка є компенсаторною щодо зросту суб'єкта. Термін також використовується в більш загальному сенсі, щоб описати людей, які гіперкомпенсують певні фізичні недоліки в інших сферах життя. Інші назви для цього стану включають в себе: наполеонівський комплекс, синдром Наполеона, синдром маленької людини.
Комплекс Наполеона названий на честь імператора Наполеона I. Існує думка, що Наполеон компенсував свій низький зріст, збільшуючи свою могутність шляхом війн і завоювань. Хоча довгий час вважали, що його зріст 1,57 м, зараз історики стверджують, що зріст Наполеона насправді становив 1,68 м, що перевищує середній зріст француза того часу. Наполеона часто бачили з його імператорською гвардією, в якій всі були вище середнього зросту, тому могло здатися, що Наполеон низький.

## Дослідження
У 2007 році дослідження, проведене в Університеті Центрального Ланкаширу спростувало комплекс Наполеона. В ході дослідження з'ясувалося, що низькі чоловіки рідше проявляють злість, ніж чоловіки середнього зросту.

Дослідження росту у Вессексі — довготривале дослідження на базі громад, проведене у Великій Британії, яке контролює психологічний розвиток дітей від вступу до школи до дорослого життя. Досліджувались потенційні наслідки гендерного і соціально-економічного статусу. За його результатами «ніяких істотних відмінностей, пов'язаних зі зростом у функціонуванні особистості або в аспектах повсякденного життя не було знайдено».
| Псі, буква грецького алфавіту, символ психології | Це незавершена стаття з психології. Ви можете допомогти проєкту, виправивши або дописавши її. |